# NGC 278

NGC 278

NGC 278 هي مجرة حلزونية تقع في كوكبة ذات الكرسي. تحتوي على نواة من نوع H II .

## الخصائص
صغيرة ومدمجة عالية السطوع مع ارتفاع معدل تشكيل النجوم التي تجري في حلقة داخلية مع دائرة نصف قطرها 2 كيلو فرسخ فلكي والتي بسببها اندمجت مع رفيق أصغر.

## صور

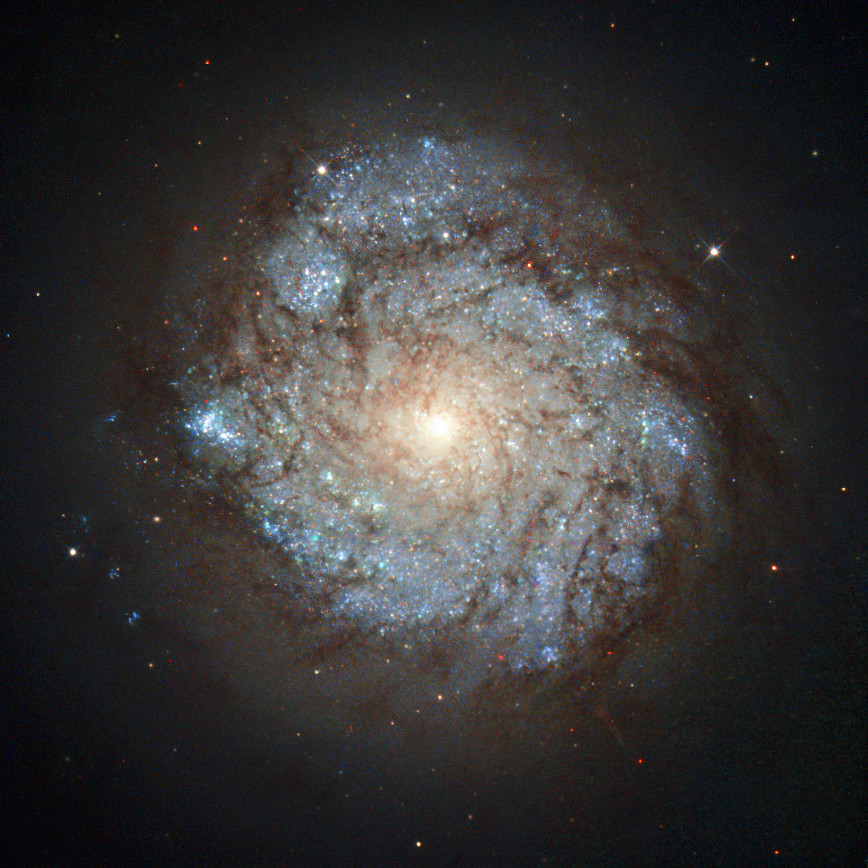
NGC 278

## وصلات خارجية
- NGC 278 على موقع ويكي سكاي: DSS2, SDSS, GALEX, IRAS, Hydrogen α, X-Ray, Astrophoto, Sky Map, Articles and images